# جو غريفز
جو غريفز (بالإنجليزية: Joe Graves)‏ هو لاعب كرة قاعدة أمريكي، ولد في 26 فبراير 1906 في ماربلهيد في الولايات المتحدة، وتوفي في 22 ديسمبر 1980 في سالم في الولايات المتحدة.

## وصلات خارجية
- جو غريفز على موقعبيزبول رفرنس.كوم (الدوري الرئيسي) (الإنجليزية)